# Saint-Michel-d'Aurance
Saint-Michel-d'Aurance é uma comuna francesa na região administrativa de Auvérnia-Ródano-Alpes, no departamento de Ardèche. Estende-se por uma área de 8,14 km². Em 2010 a comuna tinha 290 habitantes (densidade: 35,6 hab./km²).